# GÍ Gøta
Gøtu Ítróttarfelag là một câu lạc bộ bóng đá đến từ Gøta, ở Quần đảo Faroe. Đội bóng được thành lập năm 1926. Màu áo câu lạc bộ là vàng và xanh dương. Sân nhà của họ là Sân vận động Serpugerdi. Tháng Một năm 2008, câu lạc bộ hợp nhất với Leirvík ÍF, tạo thành đội bóng mới Víkingur.

## Danh hiệu
- Giải bóng đá ngoại hạng Quần đảo Faroe: 6
  - 1983, 1986, 1993, 1994, 1995, 1996
- Cúp bóng đá Quần đảo Faroe: 6
  - 1983, 1985, 1996, 1997, 2000, 2005

## Thành tích ở các giải đấu UEFA
| Giải đấu                                             | Số trận | T | H | B  | BT | BB |
| ---------------------------------------------------- | ------- | - | - | -- | -- | -- |
| Giải bóng đá vô địch các câu lạc bộ châu Âu          | 2       | – | – | 2  | –  | 11 |
| Cúp UEFA                                             | 14      | – | 2 | 12 | 8  | 32 |
| Cúp các câu lạc bộ đoạt cúp bóng đá quốc gia châu Âu | 2       | – | – | 2  | 1  | 10 |
| Cúp Intertoto                                        | 4       | 1 | – | 3  | 2  | 8  |